# UCI World Tour 2018
UCI World Tour 2018 – 10. edycja cyklu szosowych wyścigów kolarskich o najwyższej randze w klasyfikacji UCI. Seria rozpocznie się 16 stycznia w Australii wyścigiem Tour Down Under, a zakończy 21 października zawodami Tour of Guangxi w Chinach.
W kalendarzu na sezon 2018 przewidziano 37 wyścigów (17 wieloetapowych i 20 jednodniowych). Tour de Pologne – najważniejszy wyścig kolarski w Polsce, ponownie znalazł się w programie.
Prawo startu otrzymało 18 grup zawodowych, tych samych co w poprzednim sezonie.

## Drużyny
| Kod UCI | Zespół                                        | Siedziba                     |
| ------- | --------------------------------------------- | ---------------------------- |
| ALM     | Ag2r-La Mondiale                              | Francja                      |
| AST     | Astana Pro Team                               | Kazachstan                   |
| TBM     | Bahrain-Merida Pro Cycling Team               | Bahrajn                      |
| BMC     | BMC Racing Team                               | Stany Zjednoczone            |
| BOH     | Bora-Hansgrohe                                | Niemcy                       |
| GFC     | Groupama-FDJ                                  | Francja                      |
| LTS     | Lotto Soudal                                  | Belgia                       |
| MTS     | Mitchelton-Scott                              | Australia                    |
| MOV     | Movistar Team                                 | Hiszpania                    |
| QST     | Quick-Step Floors                             | Belgia                       |
| DDD     | Team Dimension Data                           | Południowa Afryka            |
| EFD     | Team EF Education First–Drapac p/b Cannondale | Stany Zjednoczone            |
| TKA     | Team Katusha-Alpecin                          | Szwajcaria                   |
| TLJ     | Team LottoNL-Jumbo                            | Holandia                     |
| SKY     | Team Sky                                      | Wielka Brytania              |
| SUN     | Team Sunweb                                   | Niemcy                       |
| TFS     | Trek-Segafredo                                | Stany Zjednoczone            |
| UAE     | UAE Team Emirates                             | Zjednoczone Emiraty Arabskie |

## Klasyfikacje

### Klasyfikacja indywidualna
| M-ce | Imię i nazwisko    | Kraj            | Drużyna           | Pkt     |
| ---- | ------------------ | --------------- | ----------------- | ------- |
| 1.   | Simon Yates        | Wielka Brytania | Mitchelton-Scott  | 3072    |
| 2.   | Peter Sagan        | Słowacja        | Bora-Hansgrohe    | 2992    |
| 3.   | Alejandro Valverde | Hiszpania       | Movistar Team     | 2609    |
| 4.   | Geraint Thomas     | Wielka Brytania | Team Sky          | 2534.25 |
| 5.   | Greg Van Avermaet  | Belgia          | BMC Racing Team   | 2442.14 |
| 6.   | Elia Viviani       | Włochy          | Quick-Step Floors | 2399    |
| 7.   | Michael Matthews   | Australia       | Team Sunweb       | 2393.19 |
| 8.   | Julian Alaphilippe | Francja         | Quick-Step Floors | 2161.12 |
| 9.   | Chris Froome       | Wielka Brytania | Team Sky          | 1976.68 |
| 10.  | Tom Dumoulin       | Holandia        | Team Sunweb       | 1975.62 |
| ...  |                    |                 |                   |         |
| 16.  | Michał Kwiatkowski | Polska          | Team Sky          | 1515.25 |
| 61.  | Rafał Majka        | Polska          | Bora-Hansgrohe    | 664     |
| 118. | Łukasz Wiśniowski  | Polska          | Team Sky          | 250     |
| 156. | Paweł Poljański    | Polska          | Bora-Hansgrohe    | 51      |
| 283. | Michał Gołaś       | Polska          | Team Sky          | 32      |
| 313. | Maciej Bodnar      | Polska          | Bora-Hansgrohe    | 24      |
| 405. | Tomasz Marczyński  | Polska          | Lotto Soudal      | 4.43    |

### Klasyfikacja drużynowa
| Miejsce | Drużyna                                       | Punkty   | Top 5 zawodników                                                                                |
| ------- | --------------------------------------------- | -------- | ----------------------------------------------------------------------------------------------- |
| 1       | Quick-Step Floors                             | 13385.97 | Viviani (2399), Alaphilippe (2161.12), Terpstra (1380.12), Mas (1324.43), Štybar (1021)         |
| 2       | Team Sky                                      | 10213    | G. Thomas (2534.25), Froome (1976.68), Kwiatkowski (1515.25), Bernal (1204.25), Moscon (623.25) |
| 3       | Bora-Hansgrohe                                | 9180     | P. Sagan (2992), Konrad (929), Buchmann (841), Formolo (779), S. Bennett                        |
| 4       | BMC Racing Team                               | 8779.97  | Van Avermaet (2442.14), Porte (1368.57), Teuns (991.57), Dennis (842.57), Caruso (807.14)       |
| 5       | Mitchelton-Scott                              | 8660.03  | S. Yates (3072), Impey (1137.45), A. Yates (1072.45), Kreuziger (842), Ewan (619.57)            |
| 6       | Astana Pro Team                               | 7859     | Valgren (1803), M. López (1610), Fuglsang (1209), Bilbao (564), Cort (395)                      |
| 7       | Bahrain-Merida                                | 7409     | I. Izagirre (1403), V. Nibali (1046), Pozzovivo (987), Colbrelli (842), G. Izagirre (698)       |
| 8       | Movistar Team                                 | 7351     | Valverde (2609), N. Quintana (1417), Landa (956), Soler (775), Carapaz (774)                    |
| 9       | Team Sunweb                                   | 7266.95  | Matthews (2393.19), T. Dumoulin (1975.62), Kelderman (640.57), Oomen (618.57), Teunissen (413)  |
| 10      | Team LottoNL-Jumbo                            | 7059     | Roglič (1951), Kruijswijk (1456), G. Bennett (906), Roosen (608), Gesink (406)                  |
| 11      | Ag2r-La Mondiale                              | 6397     | Bardet (1530), O. Naesen (1516), Latour (798), Dillier (460), Vuillermoz (289)                  |
| 12      | UAE Team Emirates                             | 5495     | Kristoff (1323), Ulissi (1127), D. Martin (1101), Costa (669), Aru (215)                        |
| 13      | Trek-Segafredo                                | 5428     | Stuyven (1459), Mollema (904), Degenkolb (577), Pedersen (520), Nizzolo (457)                   |
| 14      | Groupama–FDJ                                  | 5102     | Pinot (1500), Démare (1447), Molard (459), Roux (397), Vichot (262)                             |
| 15      | Lotto Soudal                                  | 4700.01  | Wellens (1480), Benoot (1095.43), Vanendert (448.43), Debusschere (349), Greipel (294)          |
| 16      | Team EF Education First–Drapac p/b Cannondale | 4373     | Urán (912), Vanmarcke (858), Woods (728), Martínez (454), Modolo (343)                          |
| 17      | Team Katusha-Alpecin                          | 2757     | Haas (508), Zakarin (462), Špilak (271), Politt (255), Gonçalves (199)                          |
| 18      | Dimension Data                                | 1953     | Boasson Hagen (497), Slagter (462), King (258), O’Connor (112), Pauwels (88)                    |